# Blindödlor
Blindödlor (Dibamidae) är en familj ordningen fjällbärande kräldjur (Squamata). I familjen finns ett monotypiskt släkte, Anelytropsis, med en art som lever i Mexiko samt ett släkte med cirka 20 arter som förekommer i Sydostasien, Dibamus.

## Beskrivning
Blindödlor är med en längd upp till 25 centimeter små och påminner om maskar, kroppsfärgen är brunaktig. Arterna saknar extremiteter men hannarna har, liksom fenfotingar, rudimentära bakre extremiteter för att hålla sig fast på honan under parningen. Yttre öron saknas och de förkrympta ögonen är täckta av fjäll.
Familjens medlemmar gräver i marken. Anelytropsis papillosus lever i mera torra områden, till exempel buskland eller skogar med tallväxter eller ekar. Arterna av släktet Dibamus lever i regnskogen under stenar och ruttnande trädstammar. Släktet finns även på öar som Indonesien, Filippinerna och västra Nya Guinea. Hittills är okänt vad blindödlor lever av. De förökar sig genom ovipari och honan lägger bara ett ägg åt gången.

## Systematik
Familjens position i systematiken är omstridd. Några zoologer antar att blindödlor är nära släkt med masködlor (Amphisbaenia) och klassificerar familjen som medlem i delordningen Scincomorpha. Andra betraktar de på grund av molekylärgenetiska undersökningar som särskild primitiva medlemmar av de fjällbärande kräldjuren som står vid ordningens basis.

### Släkten och arter
- Anelytropsis Cope, 1885
  - Anelytropsis papillosus Cope, 1885
- Dibamus Duméril & Bibron, 1839
  - Dibamus alfredi Taylor 1962
  - Dibamus bogadeki Darevsky 1992
  - Dibamus booliati Das & Yaakob 2003
  - Dibamus bourreti Angel 1935
  - Dibamus celebensis Schlegel 1858
  - Dibamus deharvengi Ineich 1999
  - Dibamus dezwaani Das & Lim 2005
  - Dibamus greeri Darevsky 1992
  - Dibamus ingeri Das & Lim 2003
  - Dibamus kondaoensis Honda, Ota, Hikida & Darevsky 2001
  - Dibamus leucurus Bleeker 1860
  - Dibamus montanus Smith 1921
  - Dibamus nicobaricum Steindachner 1867
  - Dibamus novaeguineae DumÉril & Bibron 1839
  - Dibamus seramensis Greer 1985
  - Dibamus smithi Greer 1985
  - Dibamus somsaki Honda, Nabhitabhata, Ota & Hikida 1997
  - Dibamus taylori Greer 1985
  - Dibamus tiomanensis Diaz, Leong, Grismer & Yaakob 2004
  - Dibamus vorisi Das & Lim 2003